# 4 Nights at the Palais Royale
4 Nights at the Palais Royale est un album live du groupe de rock canadien Sloan paru en 1999.  Il a été enregistré au cours de quatre concerts donnés par le groupe au Palais Royale de Toronto, en 1998 (bien que certaines chansons proviennent d'autres concerts de leur tournée de 1998).  Le groupe et les fans considèrent que cet enregistrement est un fidèle témoignage de ce qu'est un concert de Sloan, avec un mélange de nouvelles et d'anciennes chansons et une grosse participation du public.

## Titres
Toutes les chansons sont de Sloan.

### Cd 1
1. She Says What She Means  – 4:11
2. The Good In Everyone  – 2:09
3. Coax Me  – 4:00
4. The Lines You Amend  – 2:46
5. Marcus Said  – 5:44
6. Seems So Heavy  – 4:43
7. Sinking Ships  – 4:37
8. Everything You've Done Wrong  – 4:00
9. Keep On Thinkin  – 3:01
10. Snowsuit Sound  – 3:41
11. Suppose They Close The Door  – 3:38
12. Iggy And Angus  – 3:16
13. Bells On  – 4:10
14. Anyone Who's Anyone  – 3:38

### Cd 2
1. People Of The Sky  – 3:32
2. 400 Metres  – 4:27
3. On The Horizon  – 4:50
4. I Wanna Thank You  – 3:41
5. G Turns To D  – 3:37
6. Penpals  – 3:07
7. Money City Maniacs  – 7:26
8. Deeper Than Beauty  – 3:07
9. I Am The Cancer  – 4:13
10. I Can Feel It  – 3:34
11. Torn  – 3:39
12. Nothing Left To Make Me Want To Stay  – 2:44
13. Before I Do  – 5:05
14. Underwhelmed  – 6:50